# Élections générales espagnoles de 2016 dans la région de Murcie
Les élections générales espagnoles de 2016 (en espagnol : Elecciones generales de España de 2016) se sont tenues le dimanche 26 juin 2016 afin d'élire les 350 députés et 208 des 266 sénateurs de la XIIe législature des Cortes Generales. 10 députés sont élus dans la région de Murcie.

## Résultats

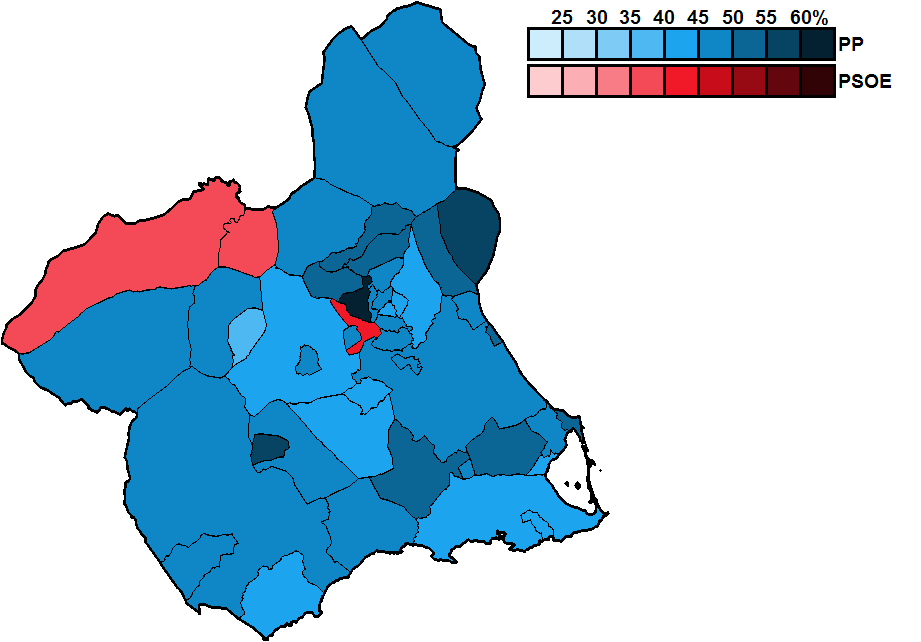
Résultats par commune.

| Parti                  | Parti                                                   | Voix      | %     | +/-           | Sièges | +/-           |
| ---------------------- | ------------------------------------------------------- | --------- | ----- | ------------- | ------ | ------------- |
|                        | Parti populaire (PP)                                    | 333 109   | 46,68 | 6,28          | 5      | en stagnation |
|                        | Parti socialiste ouvrier espagnol (PSOE)                | 144 937   | 20,31 | 0,01          | 2      | en stagnation |
|                        | Ciudadanos (Cs)                                         | 111 961   | 15,69 | 1,98          | 2      | en stagnation |
|                        | Unidos Podemos (UP) (Pod.-IU-Equo)                      | 103 522   | 14,51 | 3,82          | 1      | en stagnation |
|                        | Parti animaliste contre la maltraitance animale (PACMA) | 8 209     | 1,15  | 0,24          | 0      | en stagnation |
|                        | Vox                                                     | 2 622     | 0,37  | 0,08          | 0      | en stagnation |
|                        | Union, progrès et démocratie (UPyD)                     | 2 083     | 0,29  | 0,46          | 0      | en stagnation |
|                        | Recortes Cero-Grupo Verde (RC-GV)                       | 1 305     | 0,18  | 0,01          | 0      | en stagnation |
|                        | Sièges en blanc (EB)                                    | 1 069     | 0,15  | en stagnation | 0      | en stagnation |
|                        | Autres partis                                           | 1 062     | 0,15  | -             | 0      | -             |
|                        | Vote blanc                                              | 3 713     | 0,52  | 0,10          |        |               |
|                        |                                                         |           |       |               |        |               |
| Suffrages exprimés     | Suffrages exprimés                                      | 713 592   | 99,17 |               |        |               |
| Votes nuls             | Votes nuls                                              | 5 944     | 0,83  |               |        |               |
| Total                  | Total                                                   | 719 536   | 100   | -             | 10     | en stagnation |
| Abstention             | Abstention                                              | 314 539   | 30,42 |               |        |               |
| Inscrits/Participation | Inscrits/Participation                                  | 1 034 075 | 69,58 |               |        |               |